# Surrey
Surrey é um condado situado no sudeste da Inglaterra, fazendo fronteira com Kent, East Sussex, West Sussex, Hampshire, Berkshire e com a área metropolitana de Londres. 
Surrey está dividido nos seguintes distritos: Elmbridge, Epsom e Ewell, Guildford, Mole Valley, Reigate e Banstead, Runnymede, Spelthorne, Surrey Heath, Tandridge, Waverley, Woking.

## Geografia
Surrey é dividido em dois pela montanha "chalk ridge" de North Downs, que se estende de leste a oeste. A montanha é atravessada pelos rios Wey e Mole, afluentes do Tâmisa, que formavam a fronteira norte do condado antes do redesenho moderno dos limites do condado, que deixou parte de sua margem norte dentro do condado. Ao norte de Downs, a terra é quase toda plana, formando parte da bacia do Tâmisa. A geologia desta área é dominada por London Clay no leste, Bagshot Sands no oeste e depósitos aluviais ao longo dos rios.
Ao sul de Downs, na parte oeste do condado, estão os arenitos Surrey Hills, enquanto mais à leste está a planície de Low Weald, elevando-se no extremo sudeste até a borda das colinas de High Weald. Os Downs e a área ao sul fazem parte de um padrão concêntrico de depósitos geológicos, que também se estendem pelo sul de Kent e a maior parte de Sussex, predominantemente compostos de Wealden Clay, Lower Greensand e giz de Downs.
Grande parte de Surrey fica no Cinturão Verde Metropolitano. Ele contém reservas valiosas de floresta madura (refletido no logotipo oficial do Conselho do Condado de Surrey, um par de folhas de carvalho entrelaçadas). Entre seus muitos locais de beleza notáveis estão Box Hill, Leith Hill, Frensham Ponds, Newlands Corner e Puttenham & Crooksbury Commons.

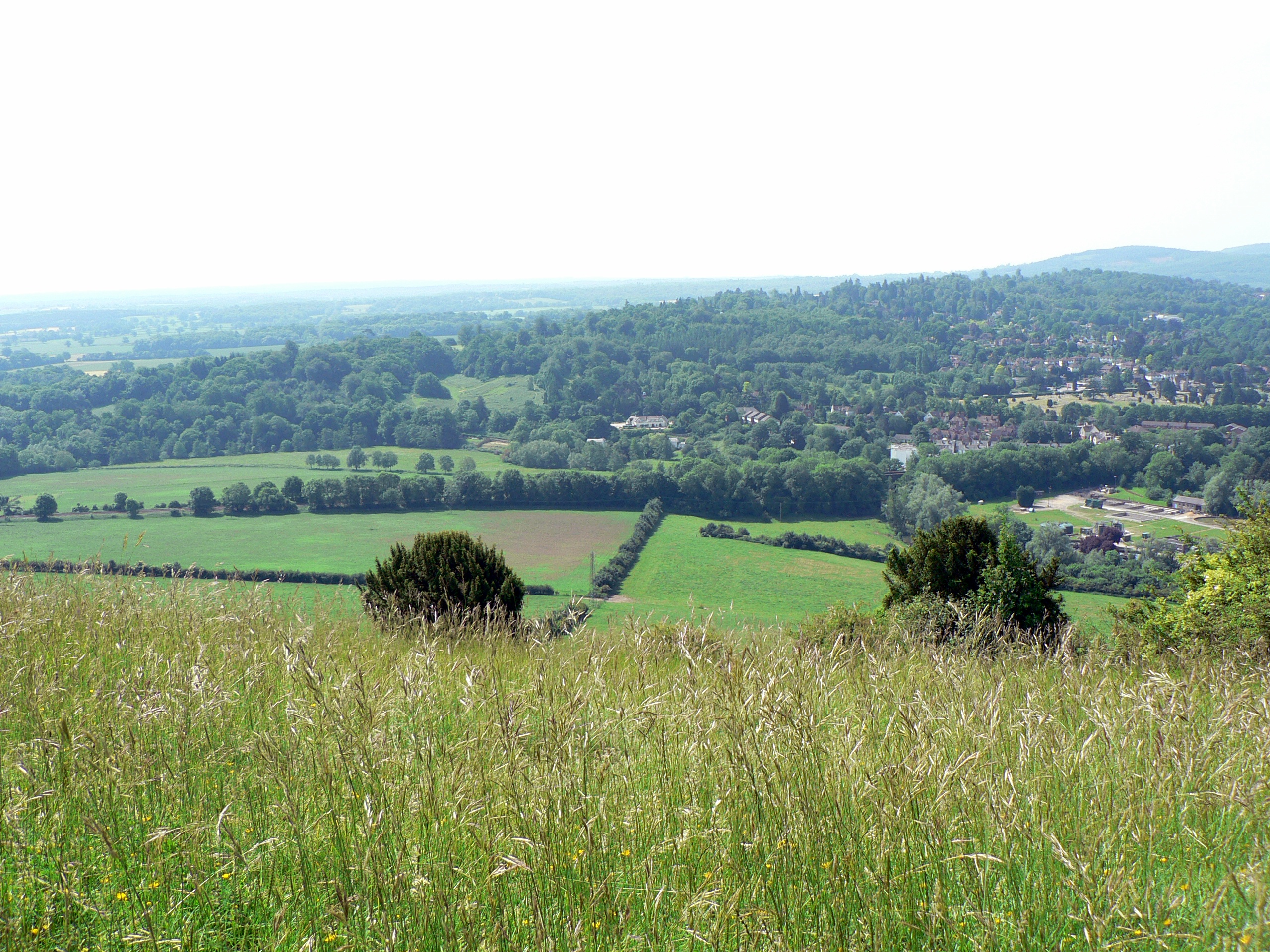
Vista de "Box Hill".

Surrey é o condado mais arborizado da Inglaterra, com cobertura de 22,4% em comparação com uma média nacional de 11,8%  e, como tal, é um dos poucos condados a não recomendar novas florestas nos planos das autoridades de planejamento subordinadas. Box Hill tem a mais antiga área intocada de floresta de buxo natural no Reino Unido, uma das mais antigas da Europa. [Carece de fontes?] Em 2020, o distrito de Surrey Heath tinha a maior proporção de cobertura de árvores na Inglaterra com 41%.  Surrey também contém a principal concentração de charnecas de planície da Inglaterra, em solos arenosos no oeste do condado.
A agricultura não sendo intensiva, há muitos bens comuns e terras de acesso, junto com uma extensa rede de trilhas e caminhos, incluindo o North Downs Way, um caminho panorâmico de longa distância. Consequentemente, Surrey oferece muitas atividades de lazer rurais e semi-rurais, com uma grande população de cavalos em termos modernos.
A maior elevação em Surrey é Leith Hill perto de Dorking. É 295 m (968 pés) acima do nível do mar e é o segundo ponto mais alto no sudeste da Inglaterra depois de Walbury Hill em West Berkshire, que é 297 m (974 pés).

## Assentamentos
Surrey tem uma população de aproximadamente 1,1 milhão de pessoas. A maior cidade é Guildford, embora o conselho administrativo tenha sido movido para Newington em 1791 e para Kingston Upon Thames em 1893. Os municípios sedes de Guildford sempre foram fora dos limites do conselho desde 1 de Abril de 1965.  Em 1965, uma porção do condado de Middlesex passou a Surrey (hoje o distrito de Spelthorne).

## Economia
Surrey detém uma próspera economia, baseada na proximidade com Londres. Surrey tem o maior PIB per capita do Reino Unido, e é o lar do maior número de milionários no Reino Unido.  
Surrey situa-se nas proximidades de Londres e possui localização estratégica no Sudeste da Inglaterra. 
Surrey é também conhecida pela jardinagem, com o emblemático Jardim da RHS , em Wisley, juntamente com o Royal Botanic Gardens, na Grande Londres. 

## Famosos
- O escritor Lewis Carrol, autor de Alice no País das Maravilhas, morreu em Surrey em 14 de janeiro de 1898;
- Roger Waters, ex-baixista/vocalista/letrista da banda inglesa Pink Floyd, nasceu no condado de Surrey em 6 de Setembro De 1943;
- Robert Smith do The Cure cresceu em Surrey;
- Jimmy Page, guitarrista da banda Led Zeppelin, se mudou para Surrey em 1952, onde viveu grande parte de sua adolescência;
- Michael Page, pugilista e lutador de artes marciais mistas, era um antigo residente de Surrey;
- O músico Eric Clapton nasceu em Surrey;
- Arthur Rackham, famoso ilustrador de livros inglês morreu em Surrey em 6 de setembro de 1939.
- Sir Richard Branson (Surrey, 18 de abril de 1950) é o fundador do grupo Virgin. Seus investimentos vão da música à aviação, vestuário, bio-combustíveis e até viagens aeroespaciais. Richard Branson é o 245º homem mais rico do mundo, segundo a revista Forbes; a sua fortuna, em 2008, foi avaliada em 2,8 bilhões de dólares.
- O personagem Harry Potter, da série homônima de J.K. Rowling, cresceu e vive (durante as férias de verão) em Surrey, com a família Dursley, seus tios trouxas (muggles, no original e em português de Portugal).
- No filme O Amor não Tira Férias, a personagem Íris Simpkins interpretada pela atriz britânica Kate Winslet, mora em um aconchegante chalé de pedra em Surrey. Seu irmão, Graham Simpkins, interpretado pelo ator Jude Law, juntamente com suas duas filhas Sophie e Olivia também moram em uma bela casa em Surrey.
- O cantor Liam Payne e sua noiva também cantora, Cheryl possuem juntos uma casa em Surrey.
- Em 2016 a cantora Perrie Edwards, da banda Little Mix se mudou para Surrey.
- A personagem Lara Croft da série de jogos Tomb Raider tem uma mansão localizada em Surrey.
- A atriz britânica Lily James, mais conhecida por atuar nos filmes Cinderella (2015) e Mamma Mia! Here We Go Again e na série de televisão Downton Abbey nasceu em Surrey.